# Петербургская школа Карла Мая
Петербургская школа Карла Мая — учебное заведение Санкт-Петербурга, основанное в 1856 году Карлом Ивановичем Маем.

## Здание школы
Изначально школа (тогда гимназия) размещалась во флигеле дома Ершова на 1-й линии Васильевского острова, в доме 56; в 1861 году она переехала на 10-ю линию, дом 13, а в 1910 году переехала на 14-ю линию Васильевского острова, дом 39, где специально для неё было построено четырёхэтажное здание по проекту архитектора Германа Гримма. Проект был составлен в 1907 г. в характерном для этого времени стиле модерн, позднее автор его частично изменил. Здание строилось с 1909 г. и было закончено к осени 1910 года, 31 октября состоялось его торжественное открытие. В 2001 г. здание школы Карла Мая было включено в список выявленных объектов культурного наследия России.

## История

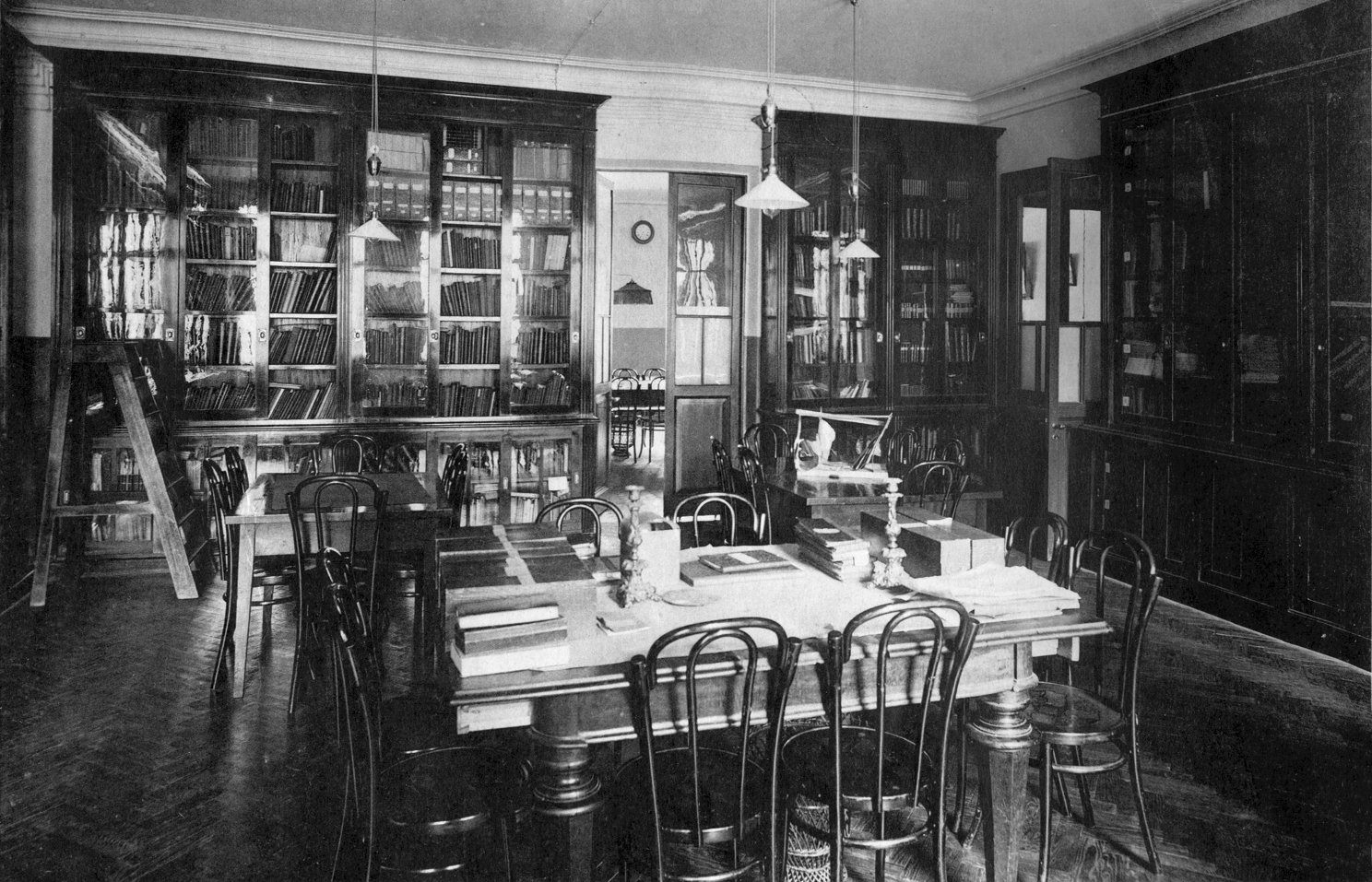
Библиотека в Петербургской школе Карла Мая

### Вторая половина XIX века и начало XX века
По инициативе нескольких немецких семейств, стремившихся дать детям среднее образование, носившее более прикладной характер, чем в казённых учебных заведениях того времени, в надворном флигеле дома № 56 по 1 линии Васильевского острова 22 сентября 1856 г. была открыта частная немецкая мужская школа. Её возглавил талантливый педагог-практик, последователь передовых педагогических взглядов Н. И. Пирогова и К. Д. Ушинского Карл Иванович Май (1820—1895), в своё время с отличием окончивший Главное немецкое училище Св. Петра (1838 г.) и историко-филологический факультет Императорского Санкт-Петербургского Университета (1845 г.).
В первые годы школа была начальной, а с 1861 г. получила официальное название «Реальное училище на степени гимназии», что отражало усиленную по сравнению с казёнными учебными заведениями прикладную направленность образования.
Основным девизом школы было изречение основоположника современной педагогики Яна Амоса Коменского «Сперва любить — потом учить», в соответствии с которым был создан коллектив педагогов, состоящий только из людей, обладавших высокими нравственными и профессиональными качествами. Выпускник школы 1918 г. писатель Лев Успенский отмечал в воспоминаниях: «…у Мая нет и быть не может педагогов-мракобесов, учителей-черносотенцев, людей „в футлярах“, чиновников в вицмундирах. Преподаватели, поколение за поколением, подбирались у Мая по принципу своей научной и педагогической одарённости».
Созданная К. И. Маем система воспитания и образования предусматривала взаимное уважение и доверие учителей и учеников, постоянное взаимодействие с семьёй, стремление педагогов учесть и развить индивидуальные способности каждого ученика, научить их самостоятельно мыслить. Всё это в сочетании с высоким качеством образования позволяло год за годом выпускать из стен школы высоконравственных, разносторонне развитых юношей, готовых к труду, полезному для общества. Благодаря возникшей в этом учебном заведении особой атмосфере, именовавшейся «майским духом», школа К. Мая, по меткому выражению её выпускника 1890 г. Д. В. Философова, была «государством в государстве, отделённом бесконечным океаном от казёнщины». Состав учащихся как по социальному положению, так и по национальному признаку, был весьма разнообразен, без какой-либо дискриминации, здесь учились дети швейцара и сыновья князей Гагарина, Голицына, графов Олсуфьева и Стенбок-Фермора, представители семей предпринимателей Варгуниных, Дурдиных, Елисеевых, Торнтонов и потомки либеральной интеллигенции Бенуа, Гриммов, Добужинских, Рерихов, Римских-Корсаковых, Семёновых-Тяншанских, причём во многих случаях эта школа давала образование нескольким поколениям одной фамилии; своеобразным рекордсменом среди таковых является династия Бенуа: 25 членов этого клана учились «у Мая».

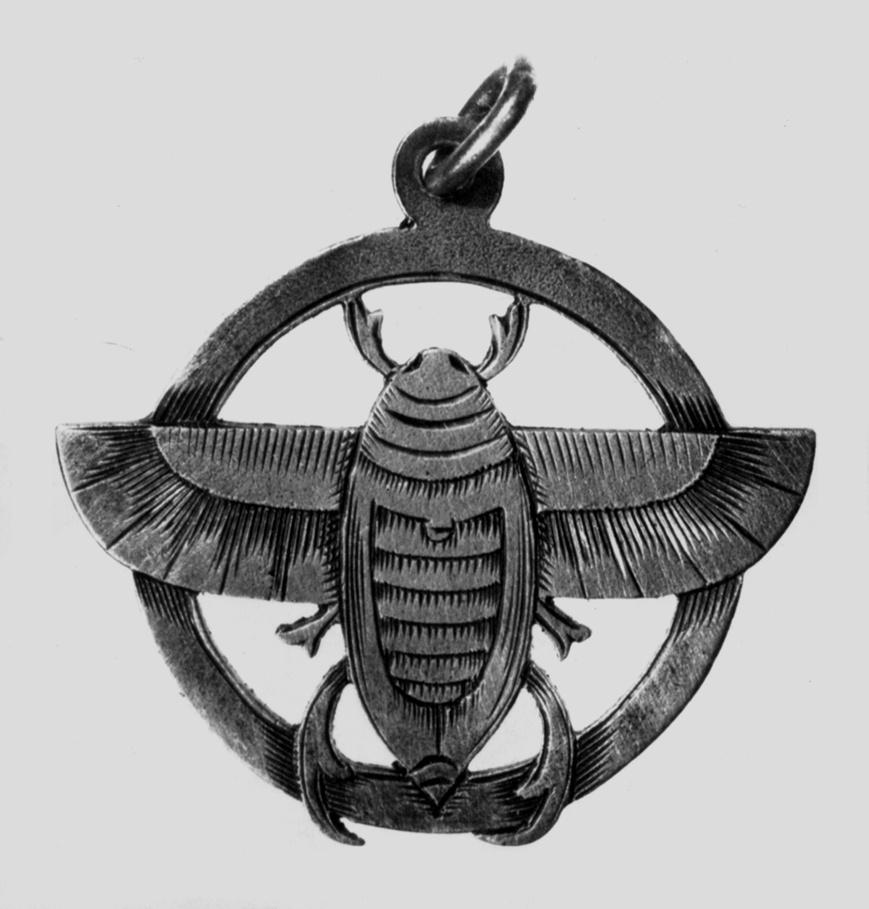
Юбилейный нагрудный знак выпусков 1906 и 1916 г.

В конце 1850-х годов один из школьных спектаклей открылся шествием герольдов с флагами, на которых был изображён майский жук; этот символ очень понравился директору и всем присутствующим. С тех пор учившиеся в этой школе на протяжении всей жизни называли себя «майскими жуками».
С самого начала школа состояла из двух отделений. Дети, обнаружившие гуманитарные способности, в первые годы назывались латинистами и обучались на отделении, позже названным гимназическим. Здесь, помимо немецкого и французского, преподавались древние языки — латынь и греческий. Гимназисты, как правило, готовились к продолжению образования в Университете. Юноши, склонные более к естественным наукам, именовались нелатинистами: они, на реальном отделении, получали в большем объёме знания по точным наукам и готовили себя к инженерной деятельности. Существовало также небольшое коммерческое отделение, где вместо французского изучался английский. Благодаря такой структуре, официальным названием этого среднего учебного заведения стало «Гимназия и реальное училище К. Мая».
Первые двадцать пять лет школа была немецкой, так как уроки по всем предметам, кроме русского языка, литературы и истории, а также некоторых реальных дисциплин, велись на языке Гёте.
С 1861 г. школа располагалась в доме № 13 по 10-й линии. Первый выпуск реального отделения состоялся в 1863 г., а гимназического — в 1865 г.
В 1890 году К. И. Май передал руководство школой Василию Александровичу Кракау, выпускнику 1873 года, преподававшему здесь историю с 1886 года. Приказом Министерства народного просвещения от 8 сентября 1890 года В. А. Кракау был утверждён исполняющим обязанности директора. Уже в том же году новый директор изменил учебную программу в соответствии с новыми учебными планами министерства, сохранив, однако, согласно особому разрешению министра, преподавание новых языков, начиная с приготовительного и первого классов. Главные усилия он направил на создание полноправного реального училища на базе реального и коммерческого отделений, игравших до того времени второстепенную роль. С 1891/1892 учебного года стало постепенно создаваться шестиклассное реальное училище. Изменения начались с младших классов (1—3 кл.); в них было усилено преподавание математики и рисования. В следующем учебном году в 4-м классе появилось черчение, а математика, физика и рисование были выделены в отдельные для реалистов дисциплины. В течение следующих двух лет появились соответственно 5 и 6 классы, а в 1895/1896 учебном году — 7-й дополнительный класс, окончившие который получали все права выпускников правительственных реальных училищ и могли поступать в высшие учебные заведения прикладных направлений. Открытие полноправного реального училища также повысило и качество подготовки на коммерческом отделении, учебные программы которого содержали дополнительные предметы только в последние годы обучения. При Кракау было улучшено оборудование кабинетов. Начиная с 1894/1895 учебного года ежегодно печатались «Отчёты о состоянии гимназии и реального училища К. Мая», содержавшие сведения о жизни школы за соответствующий период. По предложению Кракау, сделанному 20 марта 1898 года и поддержанному педагогическим советом был создан Совет классных наставников. В него, помимо директора, являвшегося председателем, вошли ещё восемь преподавателей — классных наставников: В. С. Иванов (преп. географии), В. Н. Кораблёв (преп. русского языка), В. В. Курилов (преп. физики), А. Л. Липовский (преп. истории), Н. Ф. Лоренц (преп. рисования), Д. В. Ройтман (преп. математики), Г. М. Солнышков (преп. математики), М. П. Чернышёв (преп. математики). Впоследствии вместо выбывших В. В. Курилова, В. Н. Кораблёва, Г. М. Солнышкова и М. П. Чернышёва в состав совета вошли А. И. Солнцев (преп. древних языков) и Н. К. Ядрышев (преп. русского языка).

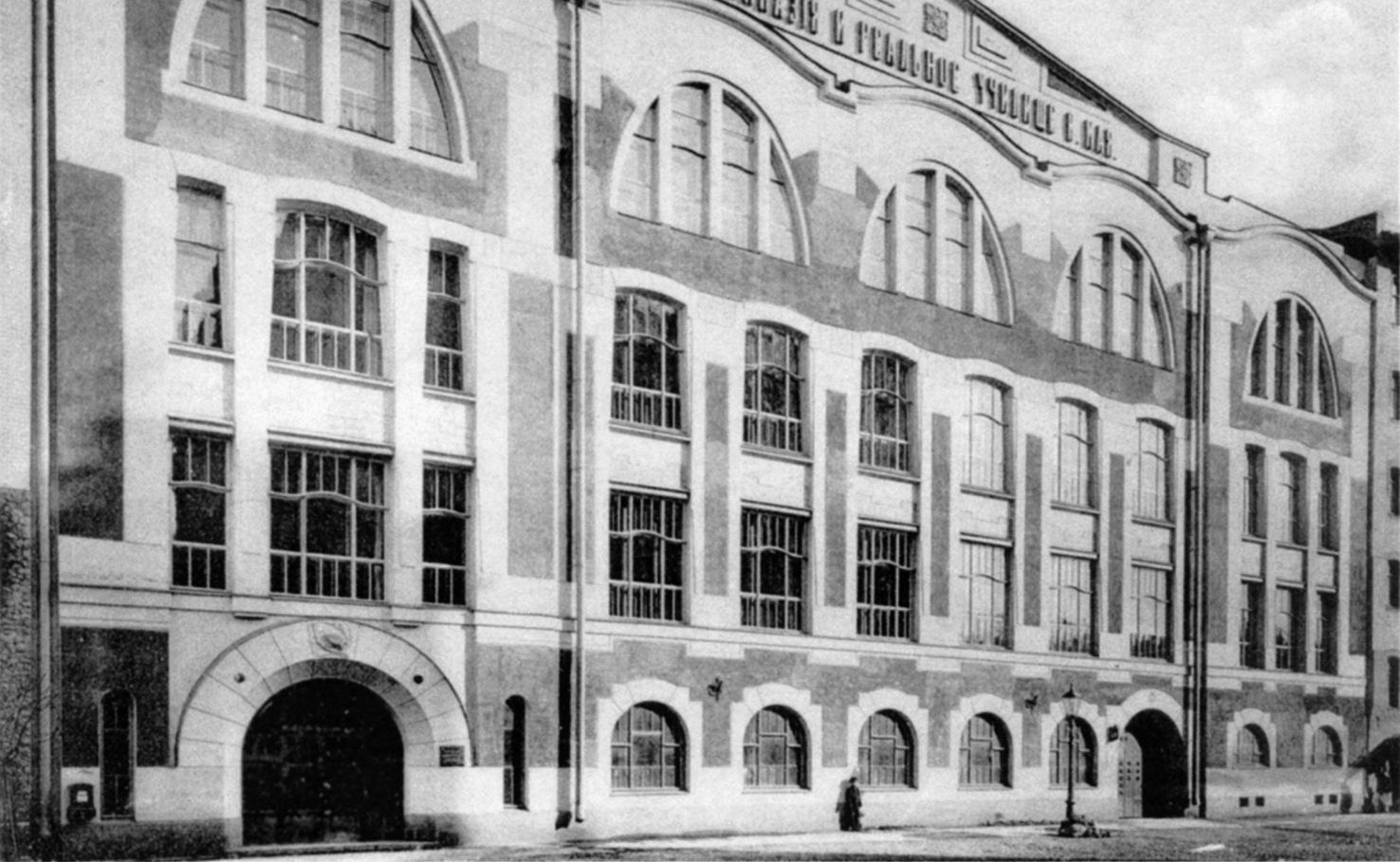
Фасад Петербургской школы Карла Мая, 14 линия Васильевского острова, д. 39

Количество желающих обучаться в школе так возросло, что в начале XX века был поставлен вопрос о новом собственном здании учебного заведения. В феврале 1902 года состоялось общее собрание родителей, бывших учеников и других заинтересованных лиц, на котором было образовано «Общество для доставления средств гимназии и реальному училищу К. Мая»; в августе был утверждён устав общества и избрано правление в количестве двенадцати человек во главе с И. А. Шендзиковским. К этому времени, благодаря пожертвованиям и членским взносам, удалось собрать 21 тысячу рублей, что составило пятую часть от необходимой суммы, предварительно оцениваемой в 100—120 тысяч рублей.
В 1906 году, после отставки В. А. Кракау, новым директором был избран Александр Лаврентьевич Липовский (1867—1942). В период его руководства учебным заведением произошли два важных события. Во-первых, школа отметила своё пятидесятилетие, выпустив по этому случаю юбилейный сборник воспоминаний бывших учеников. Во-вторых, в связи с тем, что вследствие растущей популярности школы помещений стало не хватать, в 1909 г. был приобретён участок № 39 по 14 линии, где по проекту академика архитектуры Г. Д. Гримма, выпускника 1883 г., было построено новое здание с барельефом майского жука над аркой входной двери. При большом стечении народа 31 октября 1910 г. состоялось освящение. Его проводил епископ Гдовский и Ладожский Вениамин, будущий митрополит Петроградский.
В четырёх этажах школы, помимо классов для 600 учащихся, были устроены 8 прекрасно оснащённых предметных кабинетов (три из них имели аудитории в виде амфитеатра), а также столярная мастерская, библиотека, насчитывающая 12 тысяч книг на русском, немецком, французском, английском, латинском и греческом языках, спортивный зал, столовая.

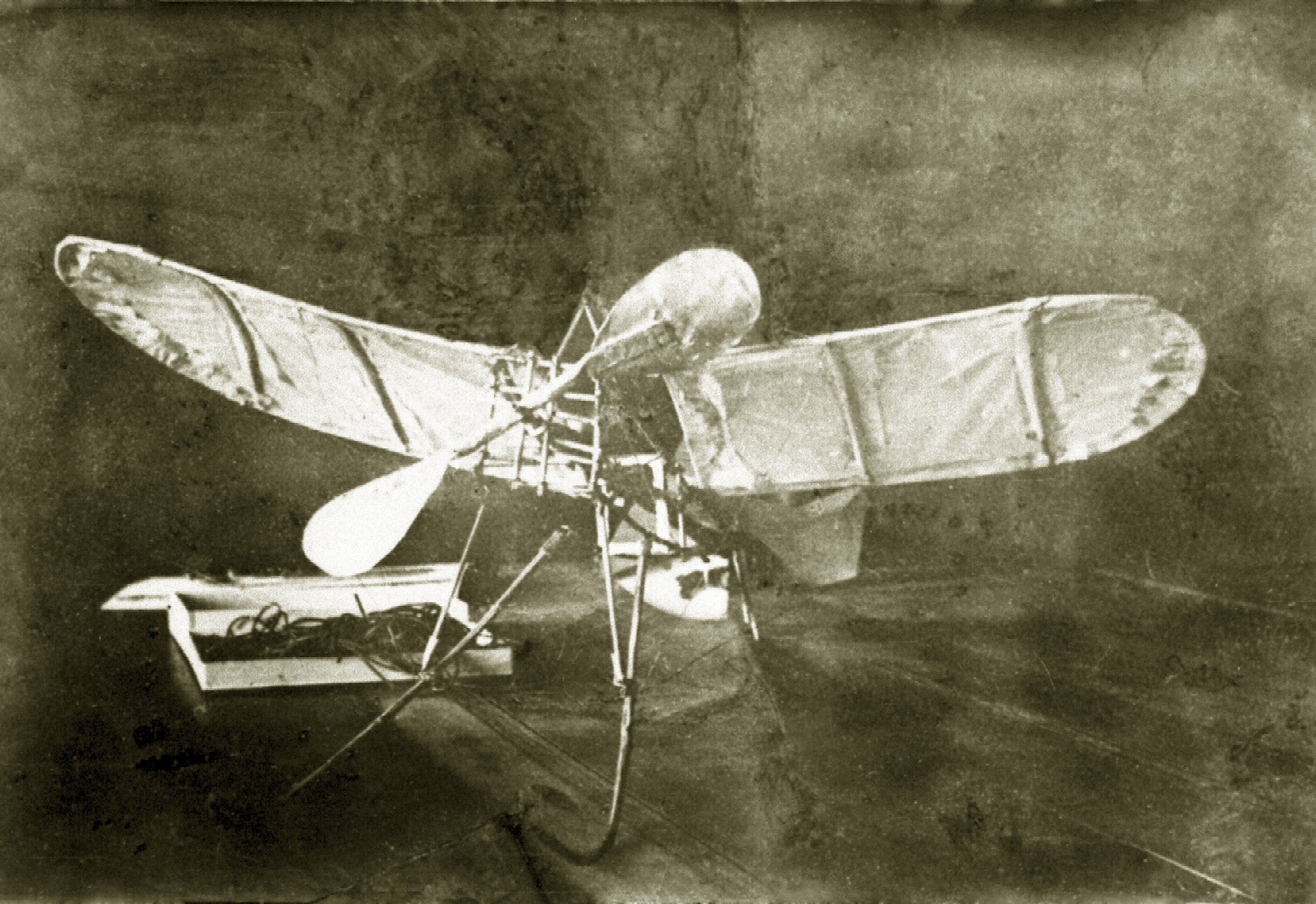
Модель самолёта, спроектированная Н. В. Фаусеком

Накануне первой мировой войны здесь, под руководством 38 высококвалифицированных педагогов, получали знания 567 юношей. Проводились многочисленные экскурсии, не только в знаменитые петербургские музеи, но и на промышленные предприятия. Действовали различные кружки: литературный, выпускавший свой печатный журнал «Майский сборник», исторический, морской, фотографический, спортивный и авиамодельный, где первую в России модель самолёта построил Н. В. Фаусек — выпускник 1913 г.
В период 1910—1917 гг. школа достигла своего подлинного расцвета. Последний, пятьдесят пятый выпуск состоялся 24 февраля 1918 г. С 1856 г. здесь обучалось около 3700 петербургских юношей, почти 1300 из них получили аттестаты этого учебного заведения.
Более подробно этот исторический отрезок описан в вышедшей в 1990 г. книге «Школа на Васильевском», авторами которой являются бывшие «майцы» академик Д. С. Лихачёв и Н. В. Благово, а также литературовед Е. Б. Белодубровский.

### XX век

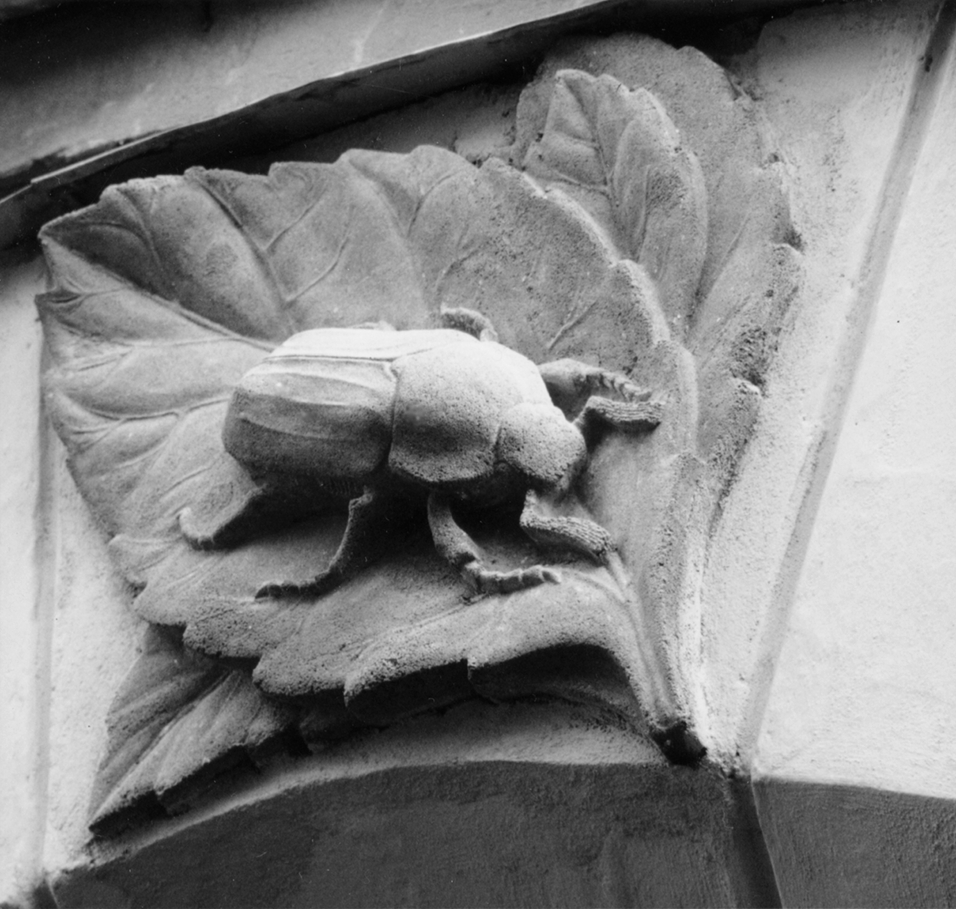
Барельеф майского жука над входной дверью школы. Барельеф восстановлен в 1995 году

Осенью 1918 г. частное учебное заведение К. И. Мая было национализировано и преобразовано в Советскую единую трудовую школу I и II ступени, где, согласно указам новой власти, было введено совместное обучение мальчиков и девочек, а также отменены оценки и аттестаты. Позднее был введён бригадно-лабораторный метод обучения, действовавший до 1932 г.
В довоенные годы директора школы, название, продолжительность обучения (семь, девять, десять лет), её порядковый номер (15, 12, 217, 17) неоднократно менялись. «Майские» педагогические традиции в какой-то мере сохранялись до зимы 1929 г., когда в результате развёрнутой в прессе антибуржуазной кампании и публикации необоснованных обвинений в газете «Ленинградская правда» от 15 января 1929 г. педагогический коллектив и руководство были большей частью заменены, и даже уничтожен барельеф над входной дверью. С начала 1930-х гг. заведующим школой стал К. И. Поляков, он создал хороший педагогический коллектив и школьная жизнь наладилась. Особенно яркой фигурой в это время стал преподаватель физкультуры Р. В. Озоль, организатор кружка «Спартак». Появились также пионерская и комсомольская организации.

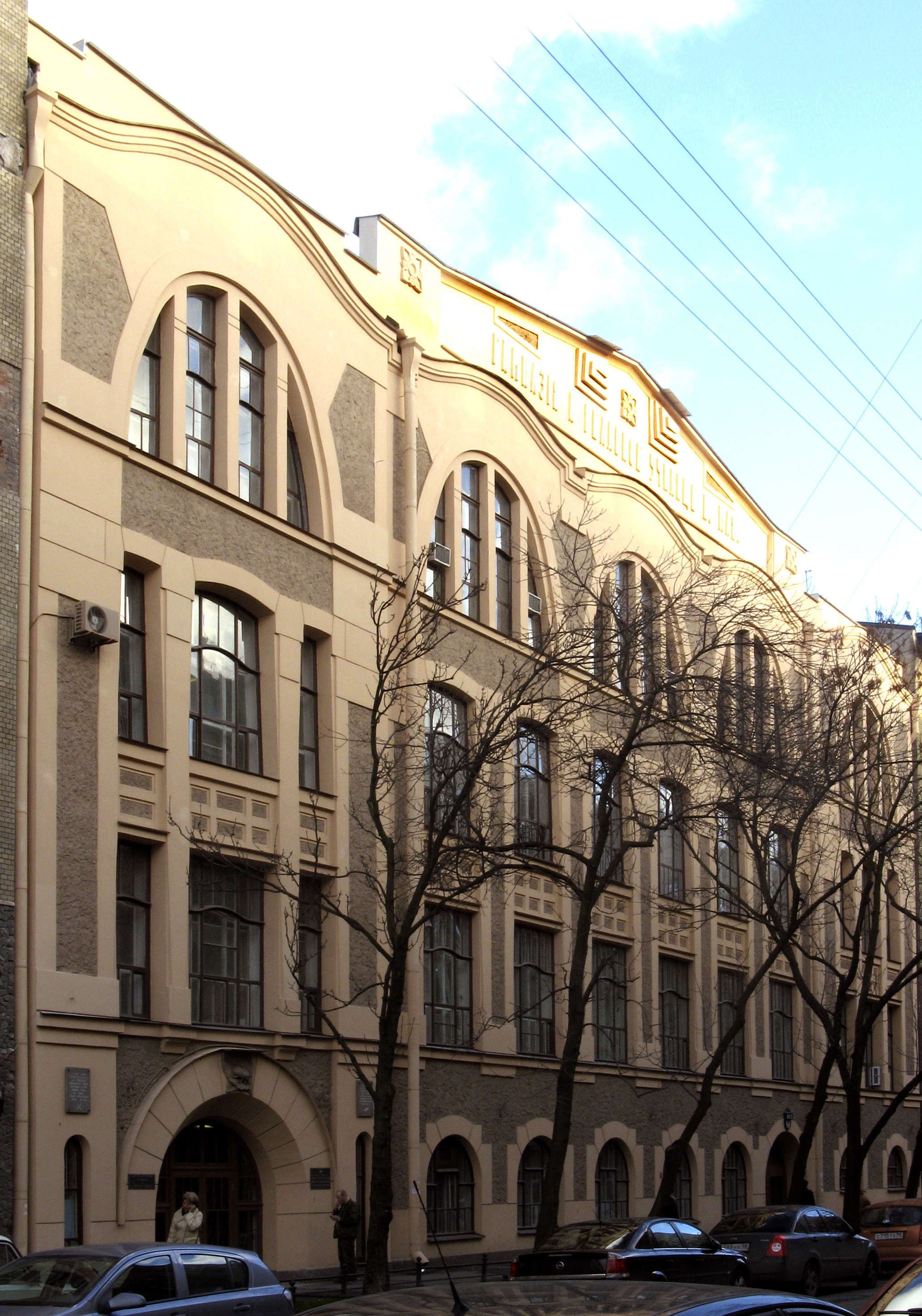
СПИИРАН в здании школы Карла Мая с 1978 года

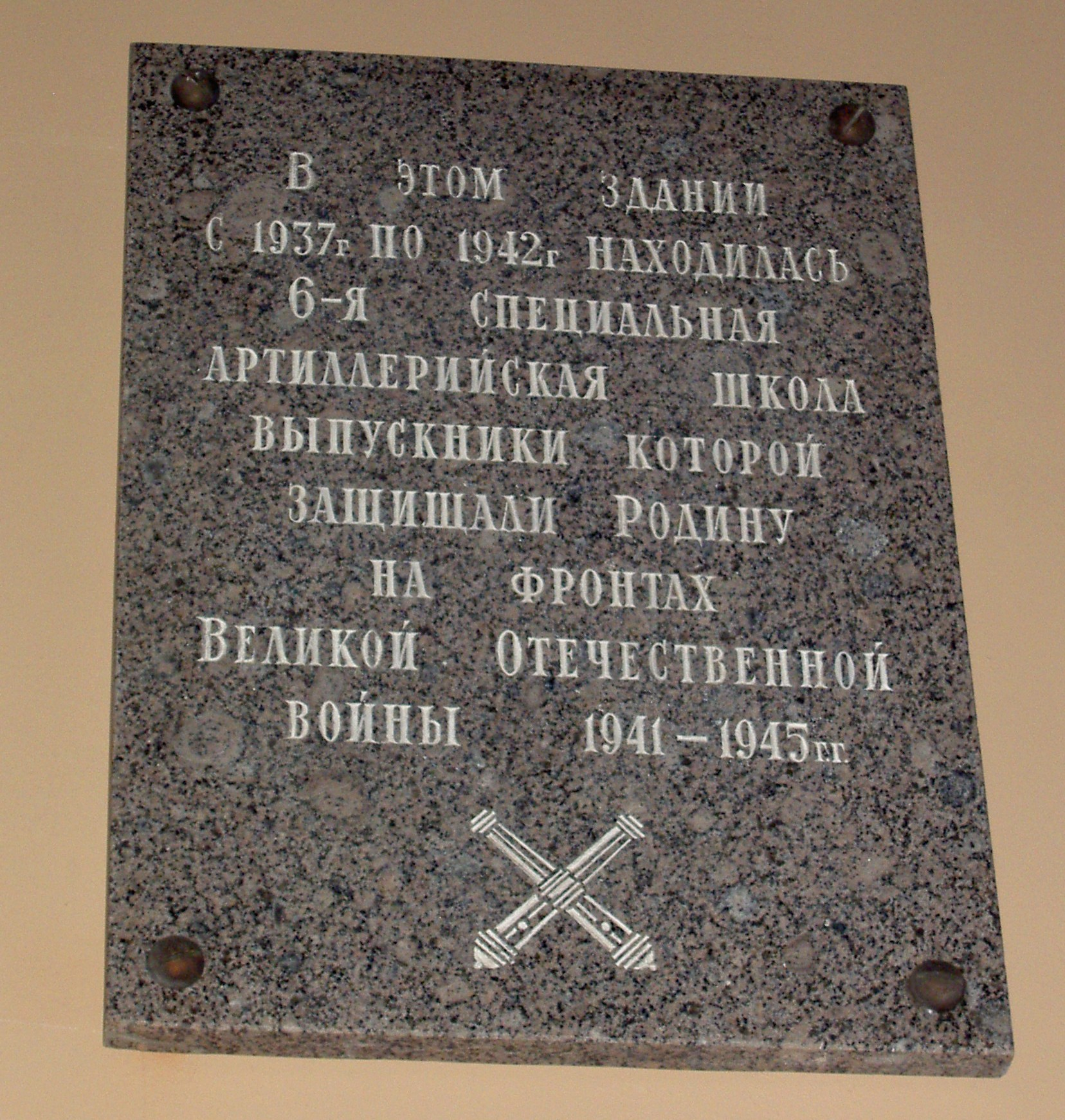
Мемориальная доска, посвящённая выпускникам артиллерийской школы

С осени 1937 г., согласно постановлению правительства, в здании находилась 6-я Специальная артиллерийская школа (6 САШ), образованная из учеников 8-10 классов этой и близлежащих общеобразовательных школ, в которой в 1938—1941 гг. состоялось четыре выпуска. В суровую блокадную зиму, 5 февраля 1942 г., истощённые спецшкольники были эвакуированы в Тобольск; при этом 63 юноши умерли в пути от голода. Выпускники доблестно сражались на фронтах Великой Отечественной войны, защищая и освобождая родной Ленинград, штурмовали Берлин; 111 из них погибли. С 1984 г. в нынешней школе № 5 (13-я линия В. О., д. 28) действует музей 6 САШ, возникший благодаря усилиям тогдашнего директора школы Л. В. Черненковой.
После снятия блокады Ленинграда, с сентября 1944 г., в здании возобновились уроки, только теперь учебное заведение называлось 5-й мужской средней школой, а с 1954 г., в связи с восстановлением совместного обучения — просто 5-й средней школой. В 1966 г. по инициативе заведующей учебной частью А. С. Батуриной при школе был создан музей, в котором, наряду с экспозицией, посвящённой трудовым и боевым делам бывших учеников школы, был стенд, посвящённый дореволюционному периоду и первому директору К. И. Маю. Однако, этот музей просуществовал недолго, и его экспонаты, к большому сожалению, почти не сохранились.
В связи с тем, что в 1976 г. потребовалось осуществить ремонт потолков, коллектив педагогов и учащихся временно перевели в другое здание по адресу 13-я линия В. О., д. 28. Из-за отсутствия средств ремонт выполнен не был, учебный процесс в старом школьном доме не возобновился. На произвол судьбы оказалось брошенным уникальное оборудование кабинетов, мебель, памятные доски с именами выпускников разных лет, бюсты писателей и учёных, украшавшие интерьеры. Всё это вскоре было расхищено и безвозвратно погибло.
С 1978 г. по настоящее время здание бывшей школы занимает Санкт-Петербургский институт информатики и автоматизации РАН (СПИИРАН), руководство которого в лице директора — Заслуженного деятеля науки и техники РФ, доктора технических наук, член-корреспондента РАН Р. М. Юсупова при действенной поддержке тогдашнего начальника Управления по образованию и культуре Василеостровского района Т. И. Голубевой в 1994 г. приняло решение о создании музея истории школы К. Мая.

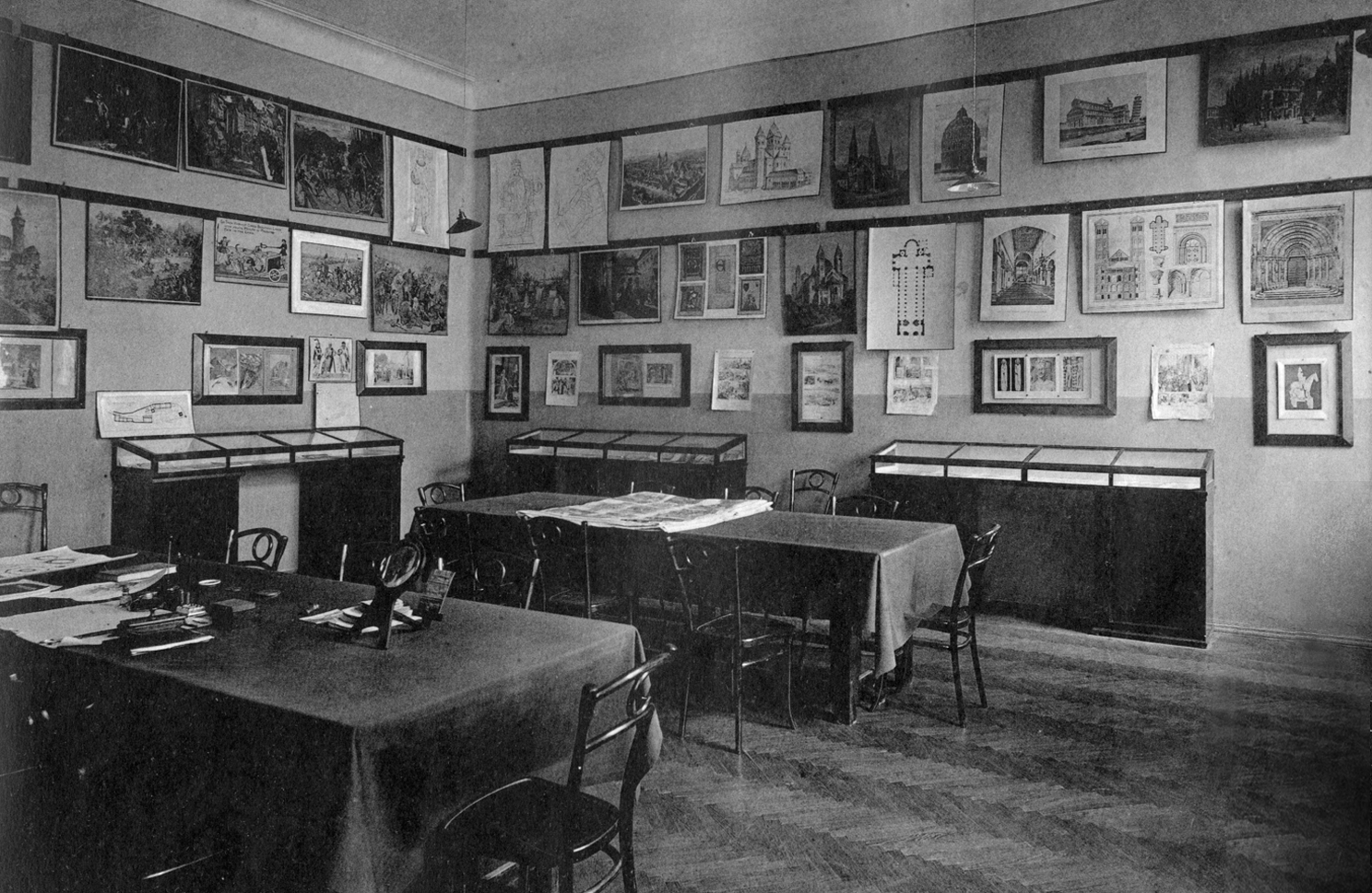
Музей школы Карла Мая

В ясный прохладный день 12 мая 1995 г. старейший ученик школы академик Д. С. Лихачёв открыл мемориальную доску, возрождённый барельеф майского жука и музей. Вскоре на здании появилась ещё одна доска, увековечившая память о пребывании здесь 6-й Специальной артиллерийской школы. В музее, расположенном в помещении бывшего зала заседаний педагогического совета, создана экспозиция, отражающая все основные этапы развития школы. В последующие годы площадь музея увеличилась в три раза, численность его фондов составляет теперь более 2500 единиц хранения — предметов, документов, фотографий, аудио- и видеокассет. За это время (к 2006 г.) свыше 400 групп, состоящих из школьников, педагогов, учёных, представителей различных объединений, просто жителей Петербурга и других городов России, а также гости из Парижа, Лондона, Линца, Турина, Нью-Йорка, Сеула и Улан-Батора и даже австралийских Сиднея и Брисбена познакомились с историей школы, оставив в книге отзывов благодарные записи.
Дочь живописца профессора И. П. Весёлкина Ирина, обучаясь в Академии художеств, проживала в доме 15 по 10-й линии Васильевского острова, ей удалось спасти 24 изразца печей школы К. И. Мая, находившейся в соседнем доме.

## Педагогические принципы школы К. Мая
- Сперва любить — потом учить.

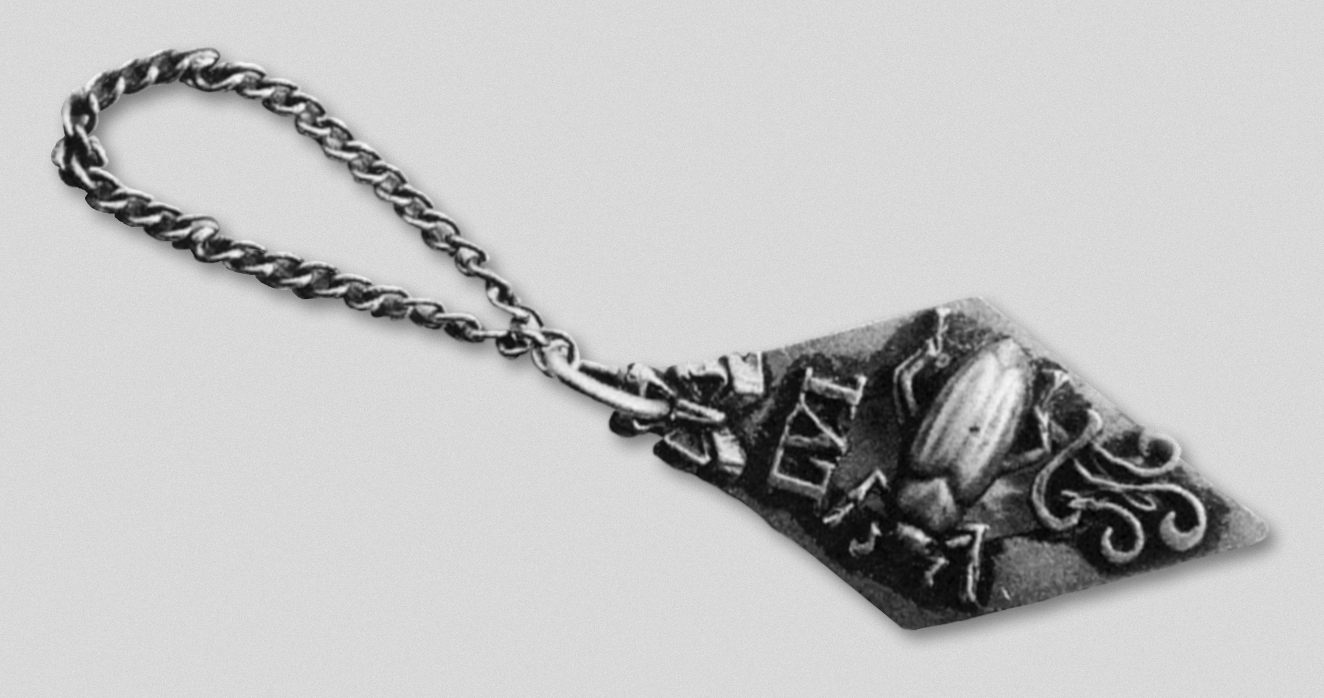
Нагрудный знак выпуска 1919 г.

- Главная задача наставника — приготовить юношу к труду, полезному для общества.
- Давайте ученикам истинное знание, так как только оно имеет непреложное значение и истинную силу.
- Пусть пути будут различны, но образование и воспитание во всяком случае должны оставаться конечной целью всякого преподавания.
- Нельзя всех и каждого стричь под один гребень, действовать следует разумно, применяясь к свойству предмета личности, степени развития учеников и учителей.
- Ум, нравственные качества, эстетическое чувство, воля и здоровье ученика в равной степени должны быть заботой учителя.
- Ценны не голые сведения, а внутренняя просвещённость, чутьё правды, сила воли.
- Тот ряд практических занятий действительно плодотворен, где требуется от учеников самостоятельность и самые знания приноровлены к их силам.
- От учеников надо требовать только то, что они в состоянии исполнить, что не превышает сил класса и каждого ученика в отдельности.
- Пример преподавателя — самое действенное средство воспитания.
- Дисциплина — ещё не воспитание.
- Воспитание имеет целью не сломить волю ребёнка, а образовать её.
- От юного существа можно добиться всего посредством высказывания к нему доверия.
- Увлечение какими-либо занятиями и усердие к ним достойны поощрения, а неосторожная задержка может привести к апатии ученика.
- Наказание только тогда действительно, если оно понятно провинившемуся и вполне соответствует степени тяжести содеянного проступка.
- Семья, школа и церковь — это три силы, которые воспитывают человечество.

## Хроника развития школы
| 1856 | В доме № 56 по 1-й линии В. О. открыта частная мужская школа |
| 1861 | Школа переехала по адресу: 10-я линия В. О., д. 13 |
| 1863 | Первый выпуск реального отделения |
| 1865 | Первый выпуск гимназического отделения |
| 1881 | Отмечено двадцатипятилетие школы |
| 1882 | Школе присвоены права учебных заведений Министерства народного просвещения. Введено преподавание на русском языке                                                                |
| 1890 | К. И. Май вышел в отставку и продолжил деятельность в качестве почётного попечителя. Директором утверждён В. А. Кракау                                                           |
| 1895 | Кончина К. И. Мая. Учреждена стипендия им. К. И. Мая |
| 1906 | В. А. Кракау вышел в отставку. Директором избран А. Л. Липовский. Отмечено пятидесятилетие школы                                                                                 |
| 1910 | Школа переехала в новое здание по адресу: 14-я линия В. О., д. 39 |
| 1912 | При школе создан первый в России авиамодельный кружок, выпущен литературный журнал «Майский сборник»                                                                             |
| 1914 | Открыт лазарет им. Гимназии и реального училища К. Мая в память императора Александра I                                                                                          |
| 1918 | Последний, 55-й выпуск школы К. Мая. Школа национализирована, получив название — Советская единая трудовая школа I и II ступени. Введено совместное обучение мальчиков и девочек |
| 1920 | А. Л. Липовский освобождён от должности заведующего школой |
| 1934 | Введено десятилетнее обучение |
| 1937 | На базе 8-10-х общеобразовательных классов создана 6-я Специальная артиллерийская школа (6 САШ)                                                                                  |
| 1938 | Первый выпуск 6 САШ |
| 1942 | 6 САШ эвакуирована в Тобольск |
| 1944 | Открыта 5-я мужская средняя школа |
| 1948 | Первый послевоенный выпуск |
| 1954 | Восстановлено совместное обучение мальчиков и девочек |
| 1962 | Школа преобразована в неполную среднюю (восьмилетнюю) |
| 1966 | Зав. учебной частью школы А. С. Батуриной открыт музей |
| 1967 | Восстановлено десятилетнее обучение |
| 1974 | Школа вновь преобразована в неполную среднюю |
| 1976 | Школа № 5 переведена по адресу: 13-я линия В. О., д. 28 |
| 1978 | В здании школы (14-я линия В. О., д. 39) размещён СПИИРАН |
| 1984 | При школе № 5 открыт музей 6-й САШ |
| 1990 | Опубликована книга «Школа на Васильевском» |
| 1995 | На доме № 39 по 14 линии установлены 2 мемориальных доски. Открыт музей истории школы К. Мая                                                                                     |
| 1999 | В школе № 5 введено одиннадцатилетнее обучение |
| 2001 | Первый выпуск двух одиннадцатых классов |
| 2005 | Опубликована книга «Школа на Васильевском острове ч. I 1856—1918» |
| 2009 | Опубликована книга «Школа на Васильевском острове. Историческая хроника. Ч. II. Другие времена. 1918—2006»                                                                       |

## Выдающиеся выпускники

### Успехи выпускников гимназии

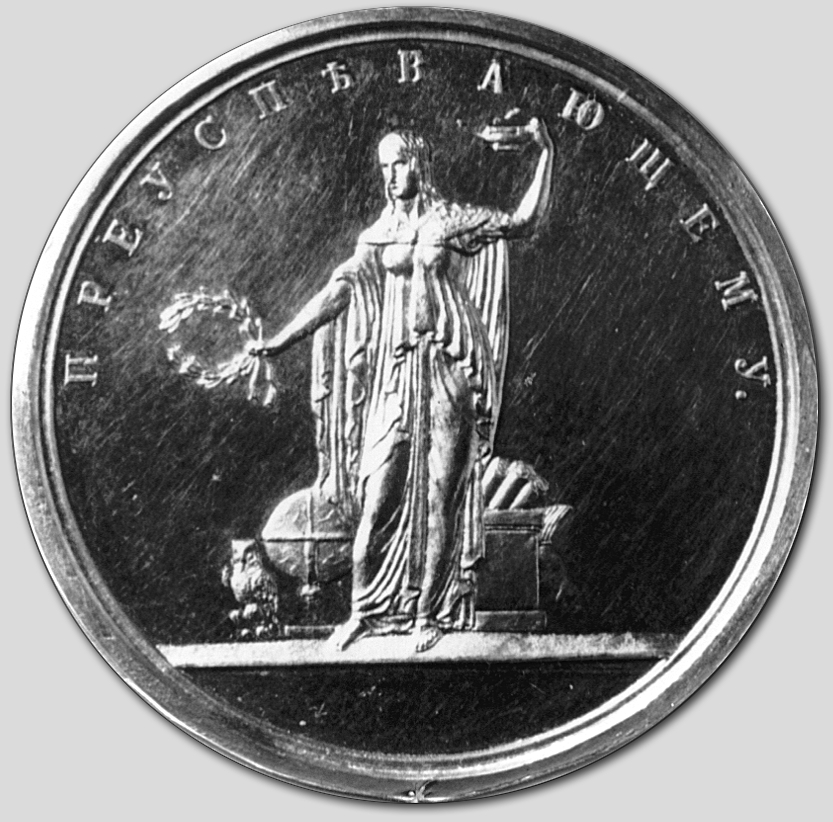
Лицевая сторона золотой медали А. Л. Липовского. Такой медалью награждались выпускники гимназии до 1918 г. Надпись на медали: «Преуспевающему»

Выпускники школы достигли больших успехов в различных отраслях науки и культуры. Более 100 из них стали докторами наук, 29 избраны действительными членами или членами-корреспондентами Академии наук или Академии художеств (см. список ниже). Среди учившихся в школе три члена Государственного совета — ректор Университета Д. Д. Гримм, губернатор Петербурга А. Д. Зиновьев и министр внутренних дел, позднее — министр юстиции А. А. Макаров; министр внутренних дел Д. С. Сипягин, ректор Университета Э. Д. Гримм, военачальники — генерал от инфантерии Н. А. Епанчин, генерал-майоры С. В. Белов, В. В. Волков, В. Г. Рожков, вице-адмирал Е. И. Волобуев, контр-адмиралы И. В. Коссович, В. А. Петровский, П. В. Римский-Корсаков, инженер-полковник Г. М. Мусселиус, профессор Б. Э. Петри, деятели культуры — члены объединения «Мир искусства» художники А. Н. Бенуа, Н. К. Рерих, К. А. Сомов, А. Е. Яковлев, а также Н. Е. Бубликов, О. Г. Верейский, П. Я. Павлинов, И. А. Пуни, С. Н. Рерих, В. А. Серов, Б. В. Пестинский, скульптор Б. Е. Каплянский, композиторы В. И. Цытович, Ф. Д. Шевцов, писатели Г. И. Алексеев, В. С. Головинский, В. А. Кнехт, А. А. Ливеровский, Л. В. Успенский, О. А. Хазин, Ф. К. Эйнбаум, поэт Ю. А. Ливеровский, театральные деятели Ф. Н. Курихин, П. П. Подервянский, М. Ф. Стронин. Тёплые воспоминания о школе сохранил её бывший ученик — дважды Герой Советского Союза, докт. физ.-мат. наук космонавт Г. М. Гречко. Надо также отметить, что О. Д. Хвольсону в числе первых было присвоено в 1927 г. звание Героя труда, а три выпускника — В. В. Волков, Д. С. Лихачёв и В. В. Новожилов были удостоены звания Герой Социалистического труда, пятеро — В. В. Беломорец, М. А. Ельяшевич, Л. Л. Кербер, В. Д. Наливкин и В. В. Новожилов стали лауреатами Ленинской премии.

### Действительные члены и члены-корреспонденты Академии наук и Академии художеств

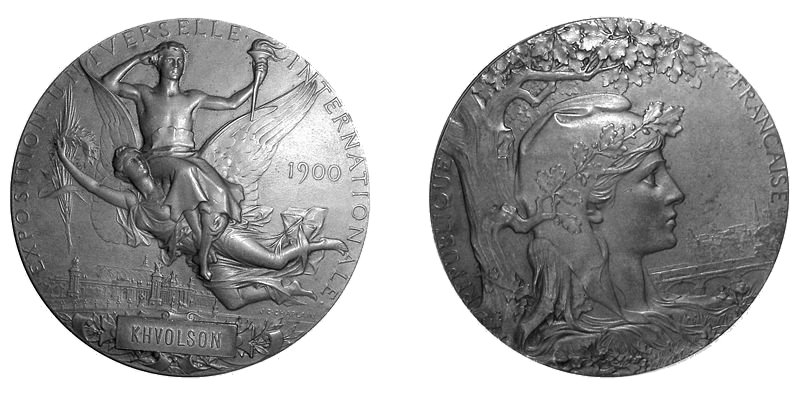
Медаль О. Д. Хвольсона, которой он был награждён на Всемирной выставке в Париже 1900 г.

|     | Фамилия И. О.    | Годы жизни | Звание                         | Год избрания |
| --- | ---------------- | ---------- | ------------------------------ | ------------ |
| 1.  | Бенуа Н. А.      | 1901—1988  | почёт. член АХ СССР            | 1966         |
| 2.  | Бенуа Ю. Ю.      | 1852—1929  | акад. архитектуры              | 1885         |
| 3.  | Бруни А. А.      | 1860—1911  | акад. архитектуры              | 1891         |
| 4.  | Бруни Н. А.      | 1856—1935  | акад. архитектуры              | 1906         |
| 5.  | Бубличенко Н. Л. | 1899—1990  | чл.-корр. АН Каз. ССР          | 1958         |
| 6.  | Верейский О. Г.  | 1915—1993  | действ. чл. АХ СССР            | 1983         |
| 7.  | Горбунов Н. П.   | 1892—1937  | действ. чл. АН СССР            | 1935         |
| 8.  | Гримм Г. Д.      | 1865—1942  | акад. архитектуры              | 1895         |
| 9.  | Гюнтер Н. М.     | 1871—1941  | чл.-корр. АН СССР              | 1924         |
| 10. | Ельяшевич М. А.  | 1908—1996  | действ. чл. АН Бел. ССР        | 1956         |
| 11. | Заварзин А. А.   | 1886—1945  | действ. чл. АН СССР и АМН СССР | 1943, 1944   |
| 12. | Касьянов В. Л.   | р. 1940    | действ. чл. РАН                | 2000         |
| 13. | Качалов Н. Н.    | 1883—1961  | чл.-корр. АН СССР              | 1933         |
| 14. | Леняшин В. А.    | р. 1940    | действ. чл. АХ СССР            | 1988         |
| 15. | Лихачёв Д. С.    | 1906—1999  | действ. чл. АН СССР            | 1970         |
| 16. | Максимов А. А.   | 1875—1928  | чл.-корр. Российской АН        | 1920         |
| 17. | Наливкин В. Д.   | 1915—2000  | чл.-корр. АН СССР              | 1968         |
| 18. | Наумов Н. А.     | 1888—1959  | чл.-корр. АН СССР              | 1947         |
| 19. | Новожилов В. В.  | 1910—1987  | действ. чл. АН СССР            | 1966         |
| 20. | Оль А. А.        | 1883—1958  | чл.-корр. АХ СССР              | 1941         |
| 21. | Рерих Н. К.      | 1874—1947  | действ. чл. АХ                 | 1909         |
| 22. | Рерих С. Н.      | 1904—1993  | почёт. чл. АХ СССР             | 1978         |
| 23. | Серов В. А.      | 1865—1911  | действ. чл. АХ                 | 1903         |
| 24. | Соколов Н. А.    | 1856—1907  | чл.-корр. Петербургской АН     | 1905         |
| 25. | Фасмер М. Ю.     | 1886—1962  | иностр. чл. АН СССР            | 1929         |
| 26. | Фасмер Р. Р.     | 1888—1938  | иностр. чл. АХ СССР            | 1979         |
| 27. | Фомин И. И.      | 1904—1989  | чл.-корр. АХ СССР              | 1929         |
| 28. | Франк Г. М.      | 1904—1976  | действ. чл. АН СССР            | 1966         |
| 29. | Френкель Я. И.   | 1904—1952  | чл.-корр. АН СССР              | 1950         |
| 30. | Фурсенко А. В.   | 1903—1975  | чл.-корр. АН Бел. ССР          | 1895         |
| 31. | Хвольсон О. Д.   | 1852—1934  | чл.-корр. СПб АН,              | 1895         |
|     |                  |            | почёт. чл. Российской АН       | 1920         |
| 32. | Шильдкнехт Н. А. | 1857—1918  | акад. архитектуры              | 1885         |

## Музей школы
12 мая 1995 года академик Д. С. Лихачёв открыл музей, посвящённый школе Карла Мая. На фасаде здания была открыта мемориальная доска, воссоздан барельеф майского жука.